# Gurgaon
Gurgaon (en hindi: गुड़गांव ) es una ciudad de la India, centro administrativo del distrito de Gurgaon, en el estado de Haryana. Forma parte de la zona conurbada de Delhi, donde se encuentra la capital de la India, de la cual dista 30 kilómetros y a la cual está unida por una autopista y la red del metro. En comparación con Delhi, Gurgaon es una ciudad de infraestructura más moderna y desarrollada, así como también cuenta con un mayor número de servicios y comodidades que son difíciles de encontrar en la capital (centros comerciales, corporativos bancarios y empresariales, cines, aceras), además de la inexistencia de organismos públicos.

## Geografía
Se encuentra a una altitud de 229 m s. n. m. a 287 km de la capital estatal, Chandigarh, en la zona horaria UTC +5:30.

## Demografía
Según la estimación en 2011 contaba con una población de 876.824 habitantes.

## Clima
La ciudad experimenta cuatro estaciones - primavera (febrero - marzo), verano (julio - agosto), otoño / otoño (septiembre - octubre ) y el invierno (noviembre - enero), junto con el ajuste hacia dentro de la segunda mitad de la temporada de verano del monzón
| Parámetros climáticos promedio de Gurgaon | Parámetros climáticos promedio de Gurgaon | Parámetros climáticos promedio de Gurgaon | Parámetros climáticos promedio de Gurgaon | Parámetros climáticos promedio de Gurgaon | Parámetros climáticos promedio de Gurgaon | Parámetros climáticos promedio de Gurgaon | Parámetros climáticos promedio de Gurgaon | Parámetros climáticos promedio de Gurgaon | Parámetros climáticos promedio de Gurgaon | Parámetros climáticos promedio de Gurgaon | Parámetros climáticos promedio de Gurgaon | Parámetros climáticos promedio de Gurgaon | Parámetros climáticos promedio de Gurgaon |
| Mes                                       | Ene.                                      | Feb.                                      | Mar.                                      | Abr.                                      | May.                                      | Jun.                                      | Jul.                                      | Ago.                                      | Sep.                                      | Oct.                                      | Nov.                                      | Dic.                                      | Anual                                     |
| ----------------------------------------- | ----------------------------------------- | ----------------------------------------- | ----------------------------------------- | ----------------------------------------- | ----------------------------------------- | ----------------------------------------- | ----------------------------------------- | ----------------------------------------- | ----------------------------------------- | ----------------------------------------- | ----------------------------------------- | ----------------------------------------- | ----------------------------------------- |
| Temp. máx. media (°C)                     | 21.1                                      | 24.2                                      | 30.0                                      | 36.2                                      | 39.6                                      | 39.3                                      | 35.1                                      | 33.3                                      | 33.9                                      | 32.9                                      | 28.3                                      | 23.0                                      | 31.4                                      |
| Temp. mín. media (°C)                     | 7.3                                       | 10.1                                      | 15.4                                      | 21.5                                      | 25.9                                      | 28.3                                      | 26.6                                      | 25.9                                      | 24.4                                      | 19.5                                      | 12.8                                      | 8.2                                       | 18.8                                      |
| Lluvias (mm)                              | 20.3                                      | 15.0                                      | 15.8                                      | 6.7                                       | 17.5                                      | 54.9                                      | 231.5                                     | 258.7                                     | 127.8                                     | 36.3                                      | 5.0                                       | 7.8                                       | 797.3                                     |
| Días de lluvias (≥ )                      | 1.7                                       | 1.3                                       | 1.2                                       | 0.9                                       | 1.4                                       | 3.6                                       | 10.0                                      | 11.3                                      | 5.4                                       | 1.6                                       | 0.1                                       | 0.6                                       | 39.1                                      |
| Horas de sol                              | 213.9                                     | 217.5                                     | 238.7                                     | 261.0                                     | 263.5                                     | 198.0                                     | 167.4                                     | 176.7                                     | 219.0                                     | 269.7                                     | 246.0                                     | 217.0                                     | 2688.4                                    |
| [cita requerida]                          |                                           |                                           |                                           |                                           |                                           |                                           |                                           |                                           |                                           |                                           |                                           |                                           |                                           |